# 子蔑

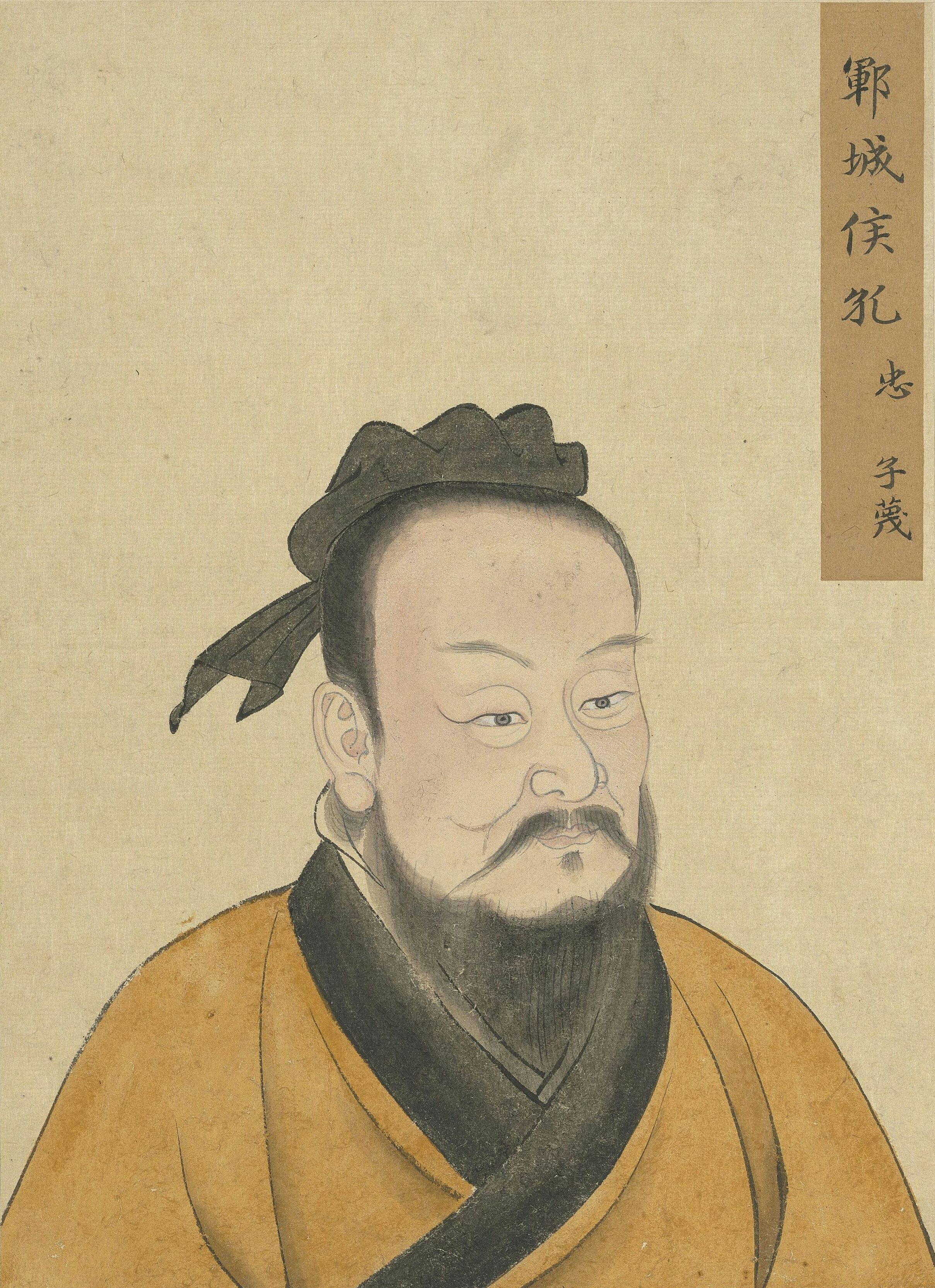
孔忠

孔忠（？—？），字子蔑，《孔子家语·弟子解》作孔弗。春秋时期鲁国人。孔子弟子。

## 生平
孔忠是孔子兄長孟皮的儿子。孔忠（孔蔑）向孔子请教自我修养的方法，孔子说：“知而弗为，莫如勿知；亲而弗信，莫如勿亲．乐之方至，乐而勿骄；患之将至，思而勿忧。”孔蔑问：“修身的方法就是这样吗？”孔子说：“攻其所不能，补其所不备，毋以其所不能疑人，毋以其所能骄人，终日言，无遗己之忧，终日行，不遗己患，唯智者有之。”

## 歷代追封
- 漢明帝永平十五年（72年）從祀孔廟。
- 唐玄宗開元二十七年（739年）封汶阳伯。
- 宋真宗大中祥符二年（1009年）封郓城侯。
- 明世宗嘉靖九年（1530年）封先賢子蔑子。